# موا (كوبا)
موا هي مدينة في كوبا، تتبع هولغوين، بلغ عدد سكانها 57,652 نسمة، رمزها البريدي هو 83320.

## أعلام
- أديس مارسيدس